# Antonio Selvaggio
Antonio Selvaggio (Palermo, 1º gennaio 1958) è un ex mezzofondista italiano.

## Biografia
Nato nel 1958 a Palermo, è fratello gemello di Piero Selvaggio, anche lui mezzofondista, che, come lui, ha preso parte alle Olimpiadi di Los Angeles 1984 nei 5000 m.
Nel 1977 ha chiuso 7º nei 1500 m con il tempo di 3'46"5 agli Europei juniores di Donec'k, mentre nel 1979 è arrivato 7º in 14'51"9 nei 5000 m all'Universiade di Città del Messico.
A 26 anni ha partecipato ai Giochi olimpici di Los Angeles 1984 nei 5000 m, venendo eliminato in batteria, 9º con il tempo di 13'55"73, primo degli esclusi dai ripescaggi per le semifinali.

## Palmarès
| Anno | Manifestazione   | Sede              | Evento       | Risultato | Prestazione | Note |
| ---- | ---------------- | ----------------- | ------------ | --------- | ----------- | ---- |
| 1977 | Europei juniores | Donec'k           | 1500 m piani | 7º        | 3'46"5      |      |
| 1979 | Universiade      | Città del Messico | 5000 m piani | 7º        | 14'51"9     |      |
| 1984 | Giochi olimpici  | Los Angeles       | 5000 m piani | Batteria  | 13'55"73    |      |

## Altre competizioni internazionali
1984
- 12º al Golden Gala ( Roma), 3000 m piani - 8'00"33